# Соколович-Берток, Семка
Семка Соколович-Берток (босн. Semka Sokolović-Bertok; 22 декабря 1935 — 4 марта 2008) — югославская и боснийская актриса. Сыграла более 70 ролей в театре и более 50 ролей в фильмах. Она также была многообещающей шахматисткой в молодости, восемь раз побеждала на Чемпионате Хорватии по шахматам среди юниоров.

## Биография
Семка Соколович родилась в боснийской семье в Сараево, Босния и Герцеговина. Ее мать Абида была швеёй. Её отец Расим был финансовым инспектором, он умер когда Семке было три года. Её старшая сестра Бадема (1929—1969) стала певицей (меццо-сопрано). Её мужем был хорватский шахматист Марио Берток.
После окончания Академии драматического искусства в Загребе играла в Драматическом театре имени Бранко Гавеллы. В дополнение к её работе в театре в Загребе она появлялась в многочисленных ролях в кино. Её дебютный фильм U mreži вышел в 1956 году. Кроме того, она исполнила роль в телефильме 1967 года Kineski zid (адаптация пьесы «Китайская стена» Макса Фриша). Она также сыграла эпизодическую роль в фильме Короткая ночь стеклянных кукол (1971, режиссёр Альдо Ладо).
В телефильме Roko i Cicibela (1978, режиссер Стипе Делич) она сыграла главную женскую роль. Соколович-Берток также сняласья в роли учительницы в сатирическом фильме Мастера, мастера! (1980, режиссер Горан Маркович). Её последним фильмом был Traktor, ljubezen in Rock’n’Roll (2008, режиссер Бранко Дурич).
В марте 2008 года сын Соколович, Марио Берток, сообщил о её смерти от внутреннего кровотечения после инсульта. Похоронена на кладбище Мирогой.